# Propiestus archaicus
Propiestus archaicus — викопний вид всеїдних жуків родини жуків-хижаків (Staphylinidae), що існував у пізній крейді (99 млн років тому). Екзоскелет комахи виявлений у бірманському бурштині.

## Опис
Дрібний жук, завдовжки 3 мм. Він мав приплюснуте тіло, короткі ніжки і довгі вусики. Ці жуки жили під корою дерев і використовували свої волохаті вусики, щоб розвідувати навколишнє середовище.